# Cântico da Liberdade
El Cântico da Liberdade (Cant de la llibertat) és l'himne nacional de Cap Verd. Es va convertir en oficial el 1996. Abans d'aquest any, l'himne era el mateix que el de Guinea Bissau. La música va ser composta per Adalberto Higino Tavares Silva i la lletra escrita per Amílcar Spencer Lopes.

## Lletra
Canta, irmão 

Canta, meu irmão 

Que a liberdade é hino 

E o homem a certeza. 

Com dignidade, enterra a semente 

No pó da ilha nua; 

No despenhadeiro da vida 

A esperança é do tamanho do mar 

Que nos abraça, 

Sentinela de mares e ventos 

Perseverantes 

Entre estrelas e o Atlântico 

Entoa o cântico da liberdade. 

Canta, irmão 

Canta, meu irmão 

Que a liberdade é hino 

E o homem a certeza! 

### Traducció al català
Canta, germà 

Canta, germà meu 

Que la llibertat és un himne 

I l'home una certesa. 

Amb dignitat, enterra la llavor 

a la pols de l'illa nua; 

En el precipici de la vida 

L'esperança és la grandària de la mar 

Que ens abraça, 

Sentinella dels mars i els vents 

Perseverant 

Entre les estrelles i l'Atlàntic 

Canta la cançó de la llibertat. 

Canta, germà 

Canta, germà meu 

Que la llibertat és un himne 

I l'home una certesa ! 